# Oberland Bernese
(Ferdinand Hodler)
L'Oberland Bernese (in tedesco Berner Oberland) è la zona alpina del canton Berna, in Svizzera, una delle cinque aree in cui viene diviso il Canton Berna, sviluppandosi intorno ai laghi di Thun e di Brienz: si estende dalla catena dello Jungfrau fino al confine sud del Canton Berna ed è particolarmente nota per la presenza del monte Eiger con la sua famosa parete nord.

## Geografia fisica

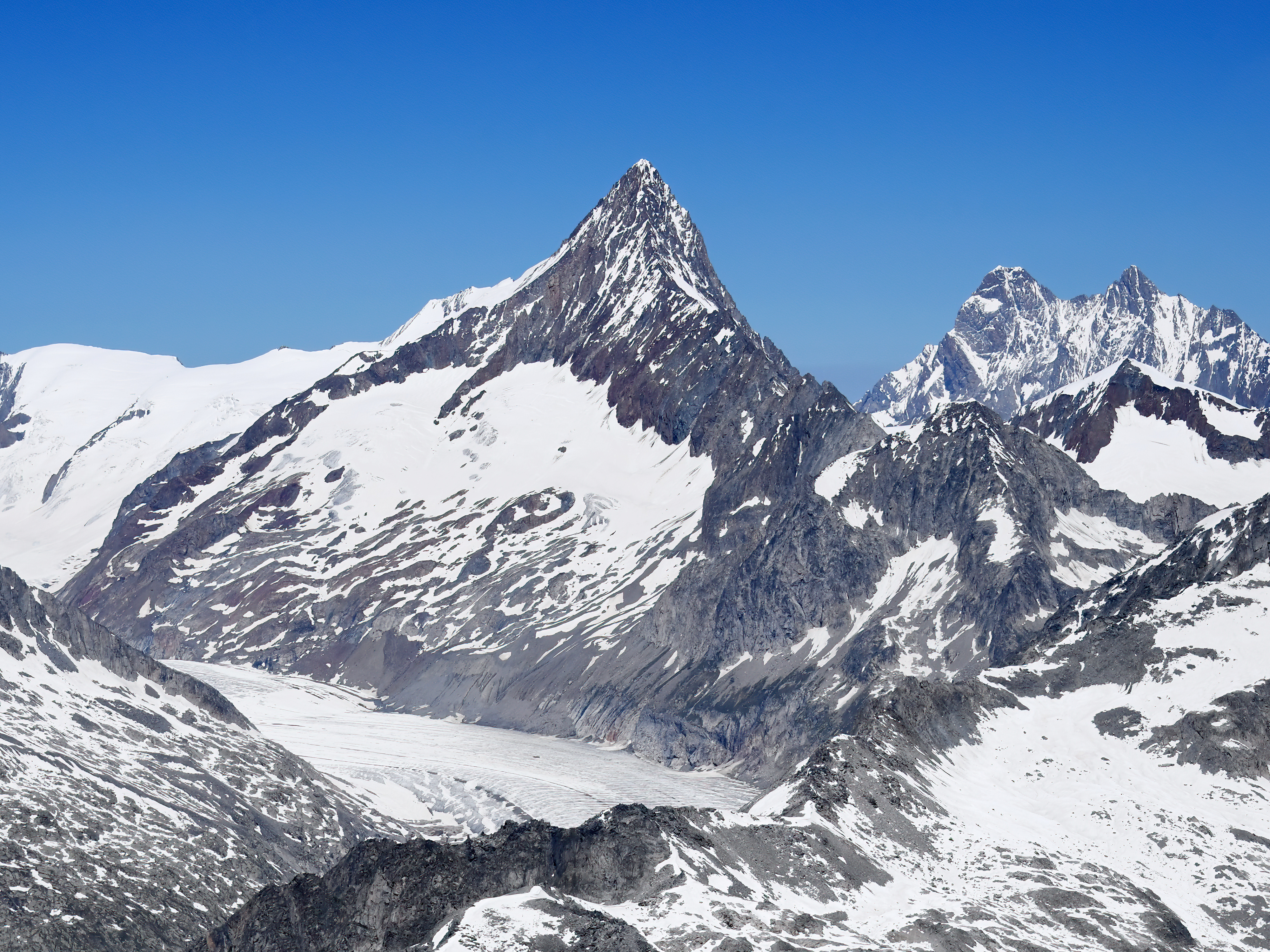
Il Finsteraarhorn.

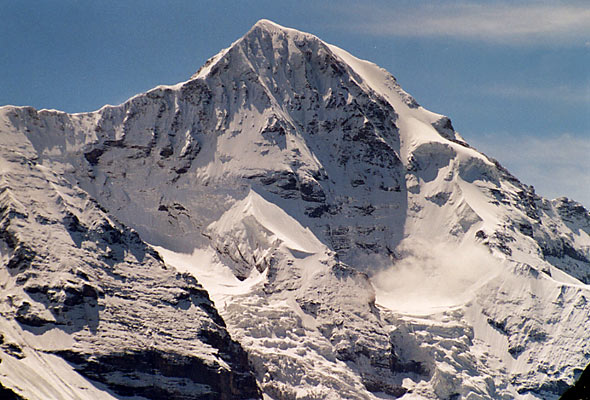
Mönch

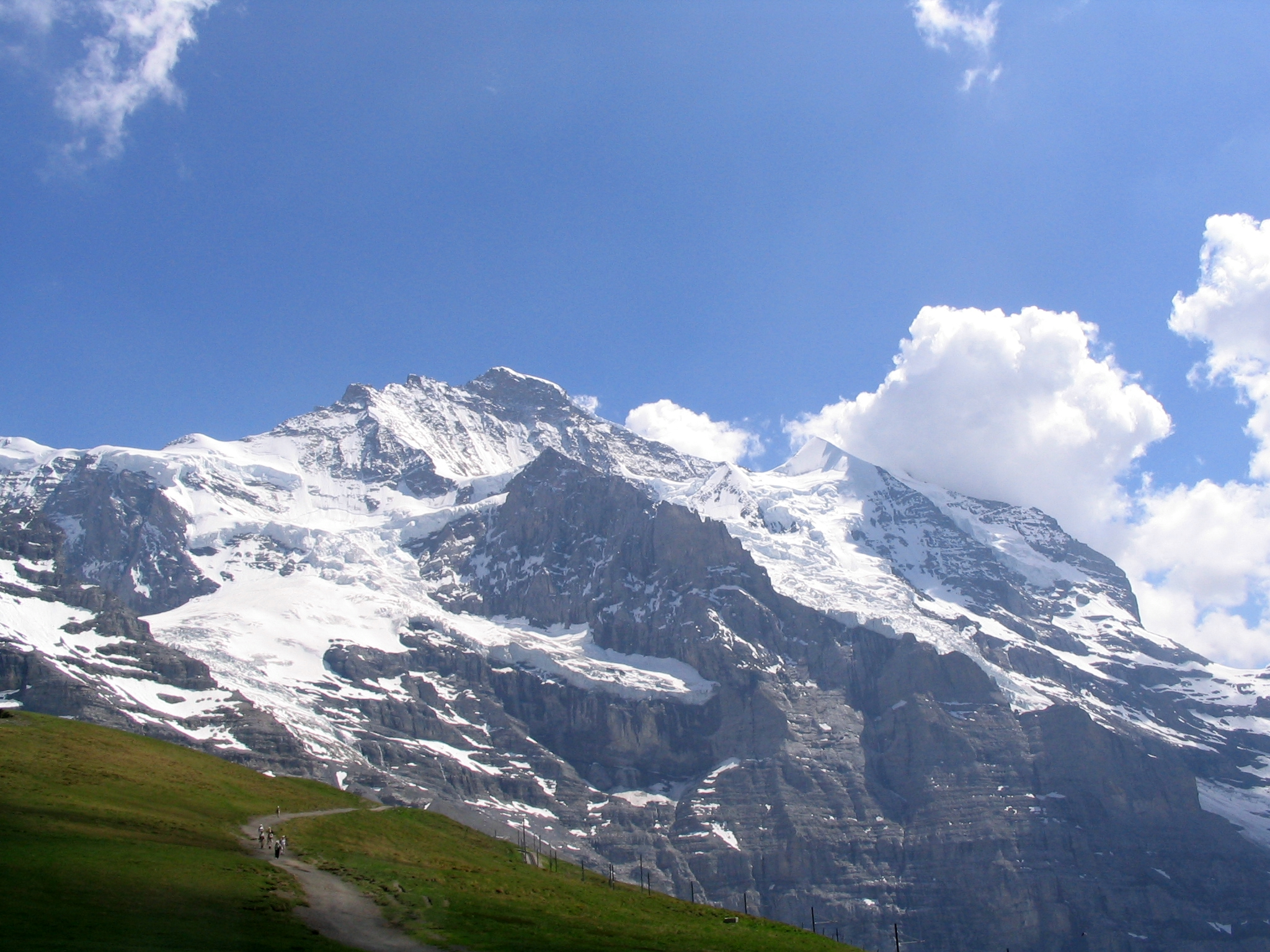
Jungfrau

### Orografia
Dal punto di vista orografico la regione è interessata dalle Alpi Bernesi e dalle Prealpi Bernesi. Le montagne principali sono:
- Finsteraarhorn - 4.274 m
- Jungfrau - 4.158 m
- Mönch - 4.105 m
- Schreckhorn - 4.078 m
- Gross Fiescherhorn - 4.049 m
- Lauteraarhorn - 4.042 m
- Hinter Fiescherhorn - 4.025 m
- Gletscherhorn - 3.983 m
- Eiger - 3.970 m
- Agassizhorn - 3.946 m
- Mittaghorn - 3.892 m
- Balmhorn - 3.698 m
- Wetterhorn - 3.692 m
- Blümlisalp - 3.664 m
- Schilthorn - 2.970 m
- Niesen - 2.362 m
- Stockhorn - 2.190 m

## Turismo

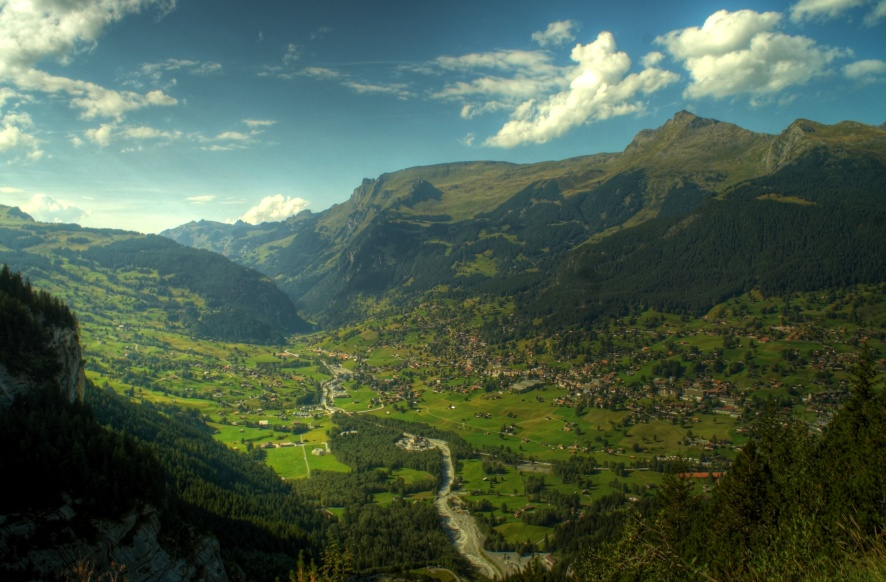
Grindelwald

Thun rappresenta la porta d'ingresso all'Oberland Bernese. Basi di partenza per il turismo sono però soprattutto Spiez e Interlaken. Il turismo nella regione è cominciato molto presto e all'inizio era soprattutto legato allo studio scientifico delle montagne. Alcuni luoghi turistici si trovano in fondo a una valle (Grindelwald, Kandersteg, Adelboden, Zweisimmen, Lenk), altri su dei terrazzi (Hasliberg, Wengen, Mürren, Beatenberg) e altri ancora in riva ai laghi (Brienz, Iseltwald, Gunten, Merligen).
Nel traffico stradale i passi del Susten e del Grimsel sono anche molto apprezzati.
Da Kandersteg, attraverso il traforo del Lötschberg, si può raggiungere Goppenstein in canton Vallese.
Attraverso il passo di Brünig (strada e ferrovia) si può raggiungere la Svizzera centrale, mentre la Montreux-Oberland-Bahn (MOB) collega la regione con il lago Lemano.
Legato allo sviluppo del turismo sono state costruite molte ferrovie di montagna per rendere più accessibile l'accesso alle cime, come per esempio sul Niesen, Brienzer Rothorn, Kleine Scheidegg, Mürren / Schilthorn e soprattutto lo Jungfraujoch.
Più recentemente sono state costruite molte funivie, cabinovie e seggiovie. A Grindelwald, sul Männlichen, si trova la più lunga cabinovia del mondo. Molte ferrovie di montagna portano i visitatori in quota:

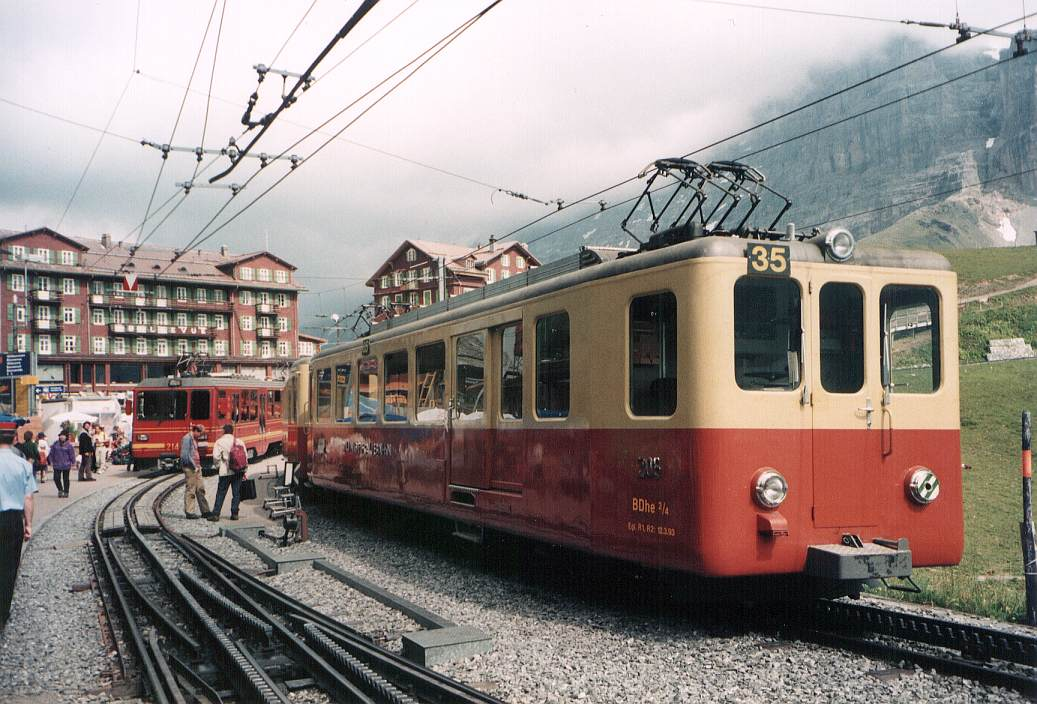
Ferrovia della Jungfrau

- ferrovia della Jungfrau sul Jungfraujoch
- funivia aerea sul Schilthorn
- cabinovia sul Männlichen
- ferrovia del Niesen sul Niesen
- Brienz-Rothorn-Bahn sul Brienzer Rothorn
- Schynige Platte-Bahn sulla Schynige Platte
- Ferrovia del Niederhorn sul Niederhorn

La salita sul Wetterhorn è stata la prima funivia svizzera. Tuttavia, è stato costruito solo il primo troncone dei 4 previsti e dal 1918 non è più in servizio. La vecchia stazione d'arrivo è stata recentemente restaurata.